# 歐文鎮區 (印地安納州克林頓縣)
歐文鎮區（英語：Owen Township）是位於美國印地安納州克林頓縣的一個行政鎮區。

## 地方資料
根據2010年美國人口普查的數據，歐文鎮區的面積約為64.70平方千米，當中陸地面積約為64.70平方千米，而水域面積約為0.00平方千米。當地人口約930人，而人口密度為每平方千米約14.37人。